# Euchromia shortlandica
Euchromia shortlandica là một loài bướm đêm thuộc phân họ Arctiinae, họ Erebidae.